# Frédéric-Christian Kaas
Frédéric-Christian Kaas (né le 1er décembre 1727 et mort le 28 mars 1804) est un officier de marine et propriétaire foncier danois,. Il est gouverneur de l'Académie navale royale danoise (en) de 1770 à 1781.

## Vie privée
Frederik Christian Kaas est le frère d'Ulrich-Christian Kaas (da). Leur père est l'amiral Ulrich Kaas (en).
En 1750, il est nommé gentleman à la cour royale.
Le 7 janvier 1765, il se marie à Constantinsborg (en) avec Sophie Elisabeth Charisius qui décède quatre ans plus tard. Il se remarie plus tard le 11 septembre 1771 à l'église de Bøstrup avec Edele-Sophie Kaas.
En 1772, grâce à l'héritage de son beau-père (Otto Ditlev Kaas), il achète un domaine à Langeland.

## Carrière et promotions
À partir de 1739, en tant que cadet volontaire, Kaas est officiellement accepté comme cadet en 1741 et navigue sur le navire de ligne Oldenborg avec l'escadre à destination d'Alger en 1747.
En octobre 1747, il est nommé lieutenant subalterne. Aspirant à devenir maître constructeur naval, il rejoint le comité de construction au début de 1748 et, à partir de 1752, passe plus de quatre ans avec le lieutenant FM Krabbe (en) à étudier les méthodes de conception et de construction en Angleterre, en France, en Italie et aux Pays-Bas. Ensemble, à leur retour au Danemark, les deux jeunes officiers conçoivent un chebec et doivent débuter sur une frégate mais Kaas, ayant déjà son premier commandement en 1756 comme capitaine de la frégate Hvide Ørn, est affecté sur le navire Neptunus et ne poursuit pas sa carrière de constructeur naval.
Pendant ce temps, Kaas est promu deux fois (lieutenant supérieur en octobre 1753 et capitaine-lieutenant en 1755) Alors que Neptunus est en Méditerranée, le capitaine et le commandant en second du navire de ligne Island qui l'accompagne tombent malades et meurent. Kaas est donc nommé capitaine de l'Island et la ramène au Danemark en 1758.
Confirmé au grade de capitaine en décembre 1758, Kaas commande diverses frégates (dont Christiansborg, Falster et Søridderen) au cours des huit années suivantes, servant dans la Baltique et en Méditerranée et entreprenant une mission diplomatique au Maroc en 1763 avec la frégate Havfruen. Une période de quarantaine pour le navire revenant de Salée, au Maroc, est appliquée lorsque Havfruen s'est arrêté à Lisbonne.
En 1765, il dirige une autre mission au Maroc à bord d'un navire marchand armé battant spécifiquement l'étendard royal danois. À son retour, au printemps 1766, il bénéficie d'un congé spécial de trois mois pour régler ses affaires personnelles.
En 1767 il devient commandant et en 1769 capitaine du navire de ligne Mars. Sur ce navire, il transporte la duchesse britannique de Gloucester depuis Copenhague, où elle rend visite à sa sœur, la reine Caroline-Mathilde, jusqu'au Mecklembourg en Poméranie. De 1770 à 1781, il est chef de l'école de formation des officiers de marine (søkadetkompagniet) et, après avoir atteint le grade de drapeau en 1780, chef de la base navale d'Holmen (en) de 1781 à 1792.
- 1775 Commandant
- 1780 Contre-amiral
- 1792 Vice-amiral. En tant que député de l'amirauté à partir de 1792, Kaas devient premier adjoint (équivalent au ministre de la Marine) en 1796[3]. Avec son grade, il commande une escadre danoise en 1795 et 1796 qui opère aux côtés de son homologue suédois dans une patrouille de neutralité[2]. Le commandement de l'escadron interarmées passe semestriellement du vice-amiral suédois au danois, et vice-versa[1]
- 1800 Amiral

## Honneurs

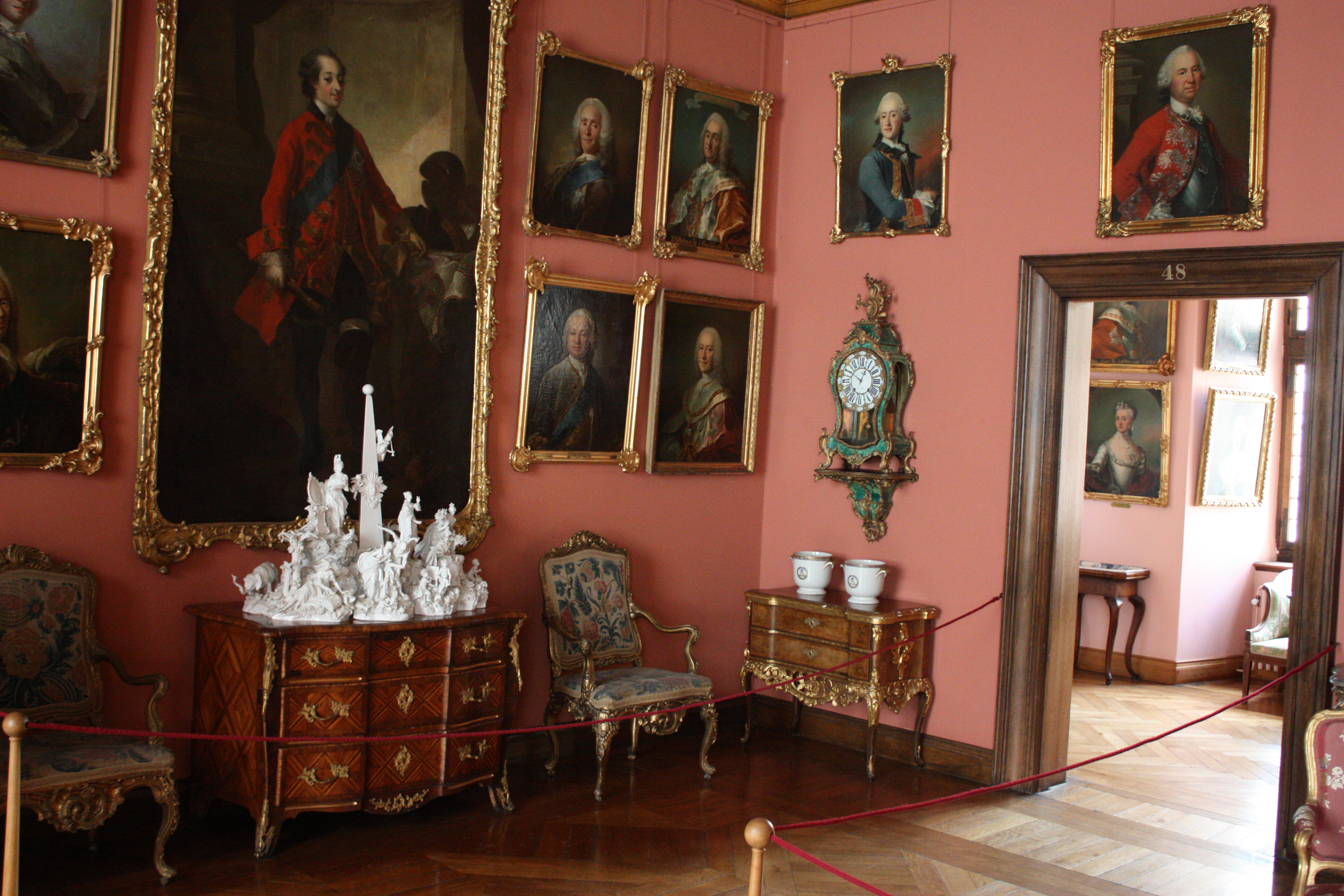
Le portrait de Kaas exposé au Musée d'Histoire nationale.

Kaas est nommé chevalier Blanc de l'Ordre du Dannebrog en 1780. Un portrait de lui est exposé au Musée d'histoire nationale du château de Frederiksborg à Hillerød.

## Retraite et décès
Il meurt le 18 mars 1804 à Copenhague alors qu'il est encore employé à l'amirauté, avec des funérailles dans la chapelle de l'église d'Holmen le 4 avril. Son corps en est transféré le 4 juin 1804 pour être réinhumé à l'église de Braaby, près de Roskilde.